# Dhanus
Genre
Dhanus est un genre de pseudoscorpions de la famille des Ideoroncidae.

## Distribution
Les espèces de ce genre se rencontrent en Asie du Sud-Est.

## Liste des espèces
Selon Pseudoscorpions of the World (version 3.0) :
- Dhanus sumatranus (Redikorzev, 1922)

et décrites depuis :
- Dhanus hashimi Harvey, 2016
- Dhanus lunaris Harvey, 2016
- Dhanus tioman Harvey, 2016

Dhanus afghanicus, Dhanus indicus, Dhanus pohli, Dhanus socotraensis et Dhanus taitii ont été placées dans le genre Shravana, Dhanus siamensis a été placée dans le genre Sironcus et Dhanus doveri a été placé en synonymie avec Dhanus sumatranus par Harvey en 2016.

## Publication originale
- Chamberlin, 1930 : A synoptic classification of the false scorpions or chela-spinners, with a report on a cosmopolitan collection of the same. Part II. The Diplosphyronida (Arachnida-Chelonethida). Annals and Magazine of Natural History, sér. 10, vol. 5, p. 1-48 & 585-620.